# وادي شب (المهرة)

تعديل مصدري - تعديل

وادي شب هي إحدى قرى مديرية حات التابعة لمحافظة المهرة، بلغ تعداد سكانها 16 نسمة حسب تعداد اليمن لعام 2004.